# Sitana
Sitana es un género de iguanios de la familia Agamidae. Sus especies son endémicas del subcontinente Indio.

## Especies
Se reconocen las siguientes nueve especies:
- Sitana bahiri Amarasinghe, Ineich & Karunarathna, 2015
- Sitana devakai Amarasinghe, Ineich & Karunarathna, 2015
- Sitana fusca Schleich & Kästle, 1998
- Sitana laticeps Deepak & Giri, 2016
- Sitana ponticeriana Cuvier, 1829
- Sitana schleichi Anders & Kästle, 2002
- Sitana sivalensis Schleich, Kästle & Shah, 1998
- Sitana spinaecephalus Deepak, Vyas & Giri, 2016
- Sitana visiri Deepak, 2016